# 35769 Tombauer
35769 Tombauer este o planetă minoră (asteroid), cu un diametru de 2,46 km, din centura de asteroizi. A fost descoperită pe 8 mai 1999 la Catalina Station⁠(d) de Catalina Sky Survey. 
Obiectul prezintă o orbită caracterizată de o semiaxă mare de 2,3720214 UAi, o excentricitate de 0,14, o înclinație de 7,27592 ° în raport cu ecliptica.